# Zemský okres Paderborn
Zemský okres Paderborn (německy Kreis Paderborn) je zemský okres v německé spolkové zemi Severní Porýní-Vestfálsko, ve vládním obvodu Detmold. Sídlem správy zemského okresu je město Paderborn. V roce 2015 zde žilo 304 332 obyvatel.

## Města a obce
| Města: 1. Bad Lippspringe 2. Bad Wünnenberg 3. Büren 4. Delbrück 5. Lichtenau 6. Paderborn 7. Salzkotten | Obce: 1. Altenbeken 2. Borchen 3. Hövelhof |